# TVS 아파치 RR 310
TVS 아파치 레이스 레플리카 310(영어: TVS Apache Race Replica 310)은 TVS 모터 컴퍼니가 BMW 모토라드와 협력하여 제작한 스포츠 바이크로, 2017년 12월 6일 인도에서 출시되었다. 이 바이크는 312.2cc 단기통, 4행정, SI, 수랭식, DOHC 역경사 엔진을 사용한다. BMW 모토라드에 의해 BMW G 310 RR로 리뱃지되었다.
아파치 RR 310의 엔진은 BMW 모토라드의 BMW G 310 R 플랫폼에서 나왔지만, 오토바이 전체는 TVS가 인도에서 설계했다. 이 회사의 첫 번째 풀 페어링 생산 모터사이클이다. TVS 아파치 RR310은 312.2cc BS6 엔진으로 구동되며 33.5 bhp의 일률과 27.3 Nm의 돌림힘을 발휘한다. 전후방 디스크 제동기를 모두 갖추고 있으며, TVS 아파치 RR310에는 잠김 방지 제동 장치가 장착되어 있다.

## 디자인
아파치 RR 310은 상어에서 영감을 받은 슈퍼스포츠 스타일의 좌석 배열을 갖춘 풀 페어링 모터사이클이다. 엔진은 역경사 구성을 사용한다. 이 바이크는 이중 LED 프로젝터 헤드램프를 갖추고 있다.

### 전자 장치
RR 310은 RTR 200 4V와 같은 아파치 시리즈의 다른 모터사이클에 비해 다양한 전자 장치를 갖추고 있다.
전자 장치:
- 잠김 방지 제동 장치: 듀얼 채널
- 후륜 리프트-오프 보호
- 전자 스로틀 제어: 트랙 모드, 스포츠 모드, 도시 모드, 비 모드의 네 가지 설정이 있다. 도시 모드와 비 모드는 엔진 출력과 최대 속도를 제한한다.
- 전자 연료 분사
- 레이스 컴퓨터: 타이머 및 텔레메트리, 레이싱 및 스포츠를 위한 인체공학과 같은 다양한 도구를 제공한다.

### 역학
- 슬리퍼 클러치

## 업데이트

### 2019년 업데이트
2019년 5월, 이 오토바이에는 슬리퍼 클러치가 추가되었으며, 회사는 이전 '매트 블랙' 색상을 대체하는 '팬텀 블랙'이라는 새로운 색상도 선보였다.

### 2020년 업데이트
2020년 1월, 이 오토바이는 BS6로 알려진 인도의 최신 배출 규제를 충족하도록 출시되었다. 라이드 바이 와이어 스로틀은 이 오토바이에 더 나은 스로틀 반응을 제공한다. 출력 및 돌림힘 출력은 변함이 없었다. 최근에 도입된 '팬텀 블랙' 색상을 대체하는 '티타늄 블랙'이라는 새로운 색상이 도입되었다. 또한 이 오토바이에는 휴대폰 연결 기능과 4가지 주행 모드(도시, 비, 스포츠, 트랙)를 갖춘 컬러 TFT 화면 계기판과 같은 기능이 추가되었다. 도시 및 비 모드는 낮은 일률과 돌림힘을 생성하여 더 나은 연료 소비를 제공한다. 다른 업데이트로는 새로운 미쉐린 로드 5 타이어와 글라이드 스루 기술 플러스가 있었다.

### 2021년 업데이트
2021년 8월, 새로운 2021년형 TVS 아파치 RR310 모델이 출시되었다. 새로운 모델에는 왼쪽 포크의 20단계 리바운드 댐핑과 오른쪽 포크의 20단계 압축 댐핑, 15mm 프리로드 조절 기능이 있는 조절식 서스펜션과 같은 새로운 기능이 추가되었다.

### 2024년 업데이트
2024년 9월 16일, MY24 아파치 RR 310이 인도에서 출시되었다. 업데이트된 아파치 RR 310은 이제 사이드 윙렛을 얻었으며, 새로운 봄버 그레이 색상도 도입되었다. 업데이트된 312cc 엔진은 38 hp로 증가했다.

### 2025년 업데이트
2025년 4월, TVS 모터 컴퍼니는 MY25 아파치 RR 310을 출시했는데, 이 모델은 아파치 RTR 310의 8스포크 알로이 휠, OBD-2B 준수 엔진, 그리고 새로운 세팡 블루 색상을 특징으로 한다.

## 성능
회사가 제공한 오토바이의 성능 수치는 다음과 같다.
- 최대 속도: 165 km/h (103 mph)
- 가속(0-2초): 46.7 km/h (29.0 mph).
- 0-60 km/h (37 mph): (시간(초)): 2.04초.
- 0-100 km/h (62 mph): (시간(초)): 6.17초.

## 해외 출시
2018년 9월, TVS는 네팔에서 이 바이크를 출시했고, 2018년 12월에는 페루에서 출시했다.

## 같이 보기
- TVS 아파치